# Julia Klöckner

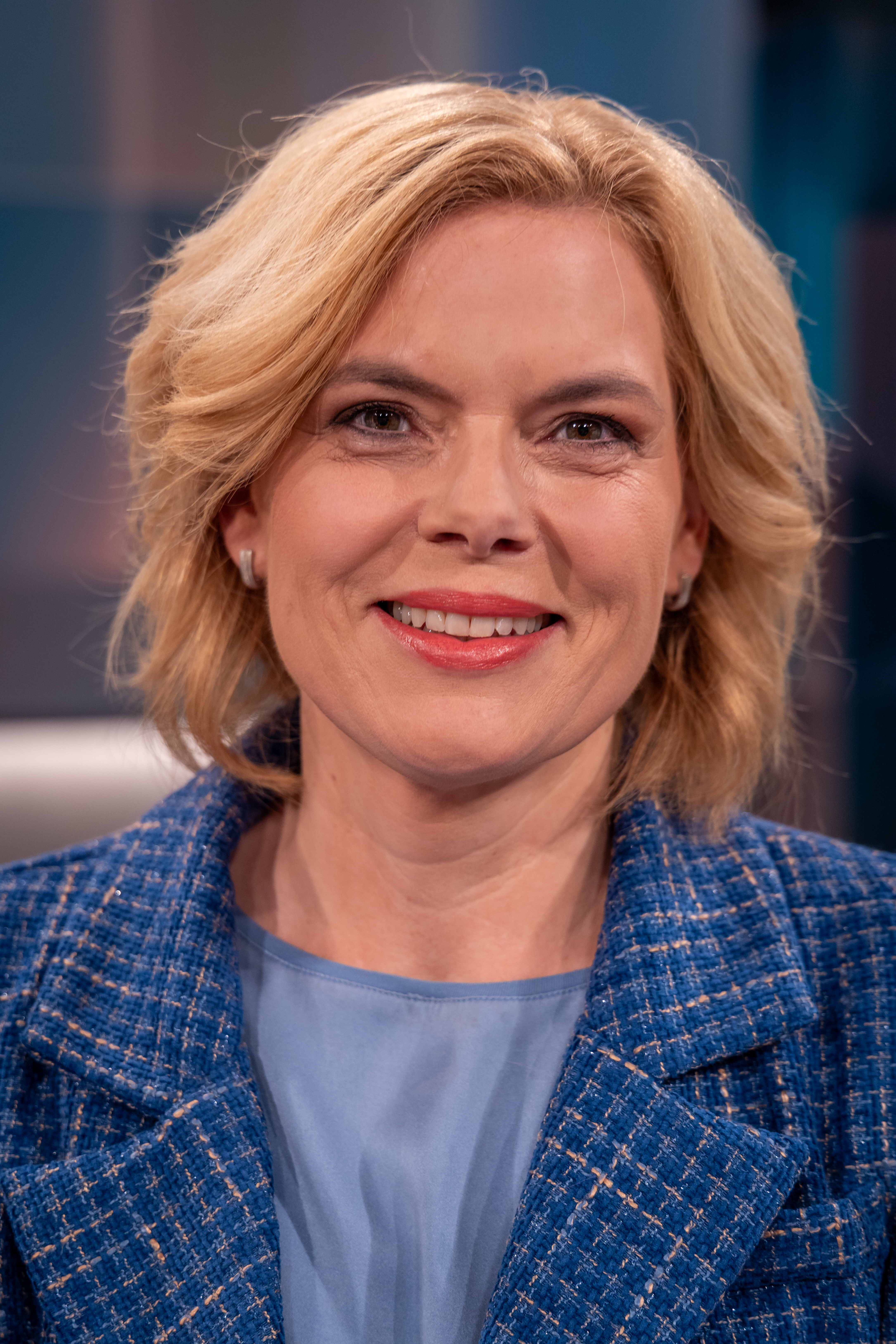
Julia Klöckner (2024)

Julia Klöckner (* 16. Dezember 1972 in Bad Kreuznach) ist eine deutsche Politikerin (CDU). Seit dem 25. März 2025 ist sie Präsidentin des Deutschen Bundestages.
Zuvor war Klöckner vom 14. März 2018 bis zum 8. Dezember 2021 Bundesministerin für Ernährung und Landwirtschaft im Kabinett Merkel IV, von 2012 bis 2022 stellvertretende CDU-Bundesvorsitzende und von 2022 bis 2025 Bundesschatzmeisterin der CDU.
Von 2002 bis 2011 war sie Mitglied des Deutschen Bundestages und 2009 bis 2011 Parlamentarische Staatssekretärin im Bundesministerium für Ernährung, Landwirtschaft und Verbraucherschutz. Seit dem 26. September 2021 ist sie erneut Mitglied des Deutschen Bundestages und seit Dezember 2021 wirtschaftspolitische Sprecherin der CDU/CSU-Fraktion im Deutschen Bundestag.
Von 2010 bis März 2022 war Klöckner Landesvorsitzende der CDU Rheinland-Pfalz. Bei der Landtagswahl 2011 und 2016 war sie Spitzenkandidatin ihrer Partei. Von 2011 bis 2018 führte sie als Vorsitzende die CDU-Fraktion im Landtag Rheinland-Pfalz an.

## Familie, Ausbildung und Beruf
Julia Klöckner wurde als Tochter des Winzers Aloys Klöckner und seiner Frau Doris, geb. Mühl, in Bad Kreuznach geboren. Sie wuchs mit ihrem älteren Bruder Stephan in einem katholisch geprägten Elternhaus auf dem elterlichen Weingut in Guldental auf. Nach dem Abitur 1992 am Gymnasium an der Stadtmauer in Bad Kreuznach studierte Klöckner Politikwissenschaft, Katholische Theologie sowie Pädagogik an der Johannes-Gutenberg-Universität Mainz. und schloss 1998 mit dem Grad der Magistra Artium ab. Das Thema ihrer Magisterarbeit lautete Struktur und Entwicklung der europäischen Weinmarktpolitik. Zusätzlich legte sie die Erste Staatsprüfung für das Lehramt an Gymnasien in den Fächern Sozialkunde und Katholische Religionslehre ab.
Im Jahr ihrer Zwischenprüfung 1994 wurde Klöckner zur Nahe-Weinkönigin und 1995 zur Deutschen Weinkönigin für die Amtszeit 1995/1996 gewählt. Vorausgegangen waren Prüfungen in Weinan- und -ausbau, Weinvermarktung, Önologie, Rhetorik sowie Fremdsprachen. Das Ehrenamt war mit rund 200 Terminen pro Jahr im In- und Ausland verbunden. Bis 1998 unterrichtete sie nach der Zwischenprüfung in Theologie an einem Tag in der Woche – mit besonderer Erlaubnis – an der Pestalozzischule in Wiesbaden-Biebrich Religion für Grundschüler.
Nach ihrem Studium hospitierte Klöckner zunächst ab 1998 beim SWR in Mainz und war in der Abteilung Landeskultur bis 2002 als freie Mitarbeiterin tätig. 1999/2000 absolvierte sie ein journalistisches Volontariat beim auf Wein- und Getränkepublikationen spezialisierten Meininger Verlag in Neustadt an der Weinstraße. Von 2000 bis 2002 war sie Redakteurin bei der neu gegründeten Weinwelt und von 2001 bis 2009 Chefredakteurin des Sommelier-Magazins. Beide sind im Meininger Verlag erscheinende Zeitschriften.
2009/2010 absolvierte Klöckner das Young Leader Program des American Council on Germany, ein Partnerprojekt der deutschen Denkfabrik Atlantik-Brücke und des American Council on Germany für aufstrebende politische und wirtschaftliche Führungskräfte.
Ihr Privatleben schirmt Klöckner vor der Öffentlichkeit ab. Von 2000 bis 2017 war sie mit dem Medienmanager Helmut Ortner liiert. Im April 2019 heiratete sie in Südafrika standesamtlich den Inhaber eines Oldtimer-Zentrums Ralph Grieser (* 1970). Im September 2019 folgte die kirchliche Trauung in Klöckners Heimatkirche in Guldental. 2023 trennte sich das Paar. Im August 2025 wurde Klöckners Beziehung mit dem Fernsehmoderator Jörg Pilawa bekannt.

## Politische Karriere

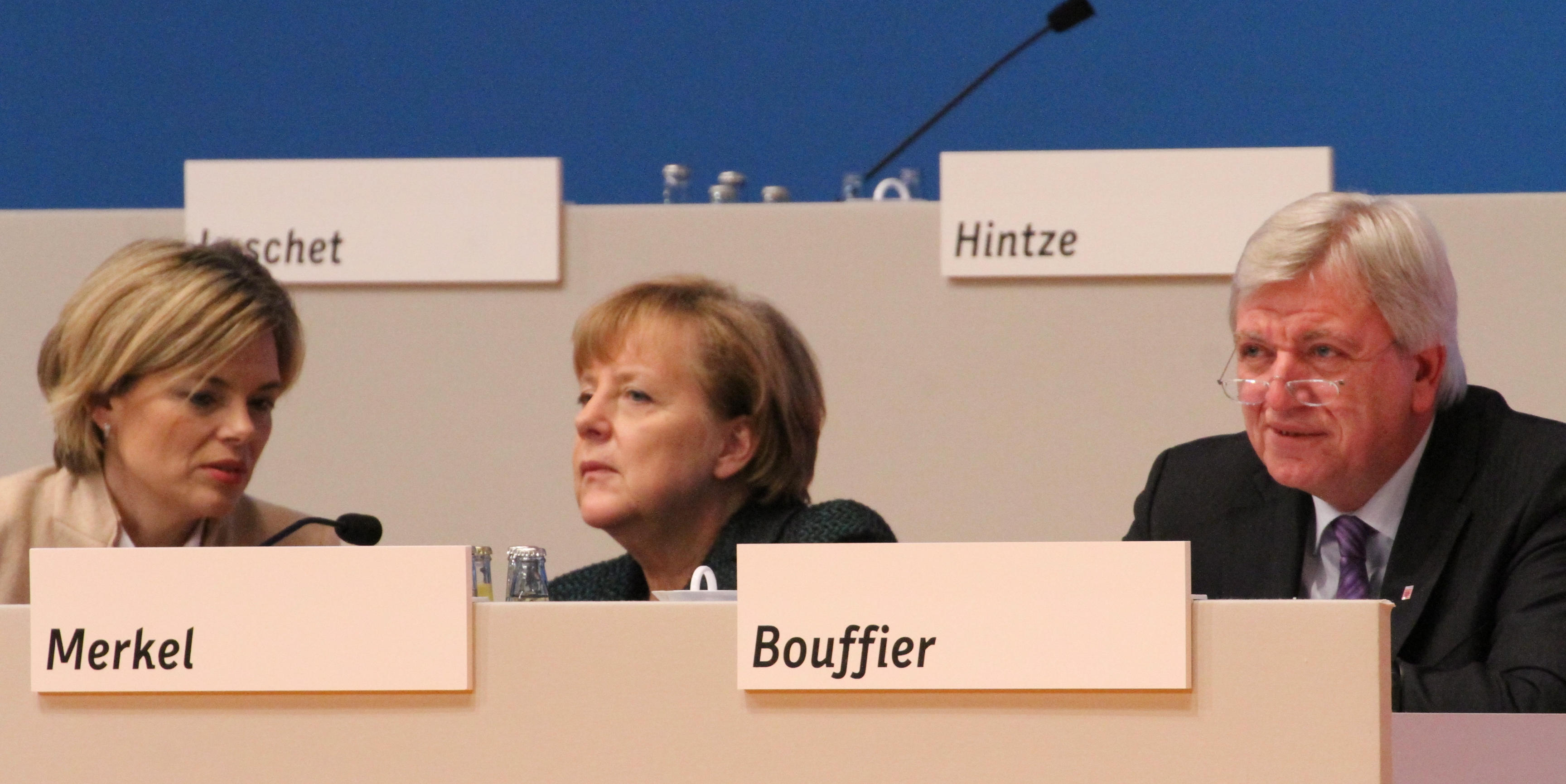
Julia Klöckner (l.), Angela Merkel (m.) und Volker Bouffier (r.) beim CDU-Bundesparteitag in Köln (2014)

### Junge Union und Mitgliedschaften
Als 25-jährige Studentin trat Klöckner 1997 in die Junge Union (JU) ein. Dort war sie von 2001 bis 2007 Kreisvorstand des Kreisverbands Bad Kreuznach und von 2002 bis 2007 Mitglied des Landesvorstands Rheinland-Pfalz. Auch wurde sie Mitglied der Frauen-Union (FU), der CDU, der Europa-Union und bei den Jungen Europäischen Föderalisten.
In den Bundesvorstand der Frauen-Union wurde sie 2003 aufgenommen.
Außerdem wurde sie stellvertretendes Mitglied im Vorstand der Europäischen Volkspartei (EVP).

### Kreistagsmandat (seit 2001)
2001 wurde Klöckner in den CDU-Kreisvorstand Bad Kreuznach aufgenommen. Auf Initiative und protegiert vom ehemaligen Vorsitzenden des CDU-Kreisverbandes in Bad Kreuznach, Michael zu Salm-Salm, erhielt Julia Klöckner den sicheren und für das CDU-Frauenquorum reservierten Listenplatz 6 auf der Wahlliste zur Bundestagswahl 2002. Danach gewann sie ihren Wahlkreis immer direkt.
Am 13. Juni 2004 wurde Klöckner bei der Kreistagswahl des Landkreises Bad Kreuznach mit 42.888 Stimmen, der höchsten Stimmenzahl unter den 50 CDU-Bewerbern, in den Kreistag gewählt. Bei der folgenden Kreistagswahl am 7. Juni 2009 wurde sie erneut mit der höchsten Stimmenzahl (46.759 Stimmen) wiedergewählt. Auch 2014 und 2019 wurde Klöckner erneut in den Kreistag gewählt.

### CDU Landesvorsitzende Rheinland-Pfalz (2010–2022)
In der rheinland-pfälzischen CDU stieg Klöckner 2002 in den Landesvorstand auf. Am 8. Juli 2006 wurde sie beim 59. Landesparteitag der CDU zur stellvertretenden Landesvorsitzenden gewählt.
Am 25. September 2010 wurde Klöckner auf dem rheinland-pfälzischen CDU-Landesparteitag in Mainz mit 96,9 Prozent der gültigen Stimmen zur neuen rheinland-pfälzischen CDU-Landesvorsitzenden gewählt. Am 29. November 2014 wurde sie mit 98,9 Prozent der abgegebenen Delegiertenstimmen beim Landesparteitag der CDU Rheinland-Pfalz in ihrem Amt als Landesvorsitzende bestätigt, ebenso auf dem Landesparteitag am 19. November 2016.
Auf dem Parteitag der CDU Rheinland-Pfalz, am 26. März 2022, wurde Julia Klöckner nach 12 Jahren als Landesvorsitzende verabschiedet. Ihr Nachfolger ist Christian Baldauf.

### Bundestagsabgeordnete (2002–2011, seit 2021)
Am 22. September 2002 zog Klöckner nach der Bundestagswahl 2002 über Platz 6 der Landesliste Rheinland-Pfalz in den Deutschen Bundestag ein. Im Bundestag begann Klöckners Mitgliedschaft in der Jungen Gruppe der CDU/CSU-Bundestagsfraktion, wo sie ab Oktober 2002 eine der stellvertretenden Sprecherinnen wurde. Am 14. November 2002 wurde sie zur Schriftführerin im Plenum des Bundestags gewählt. Zusätzlich wurde sie Mitglied im Kuratorium der Bundeszentrale für politische Bildung. Später wurde sie Mitglied im Ausschuss für Verbraucherschutz, Ernährung und Landwirtschaft und stellvertretendes Mitglied im Ausschuss für Menschenrechte und humanitäre Hilfe. 2003 wurde sie Mitglied der Enquete-Kommission „Ethik und Recht der modernen Medizin“ und gehörte deren Themengruppen „Ethik in der biowissenschaftlichen und medizinischen Forschung“ sowie „Transplantationsmedizin“ an. Julia Klöckner ist eine Verfechterin für mehr Aufklärung in der Organspende und wirbt für den Organspendeausweis.
Bei der Bundestagswahl 2005 gewann Klöckner mit 43,0 % der Erststimmen das Direktmandat im Wahlkreis Kreuznach – erstmals seit 1953 – für die CDU. Am 15. Dezember 2005 wurde sie als Schriftführerin im Bundestag wiedergewählt. 2005 wurde sie stellvertretendes Mitglied im Ausschuss für Umwelt, Naturschutz und Reaktorsicherheit. Am 24. Januar 2006 wurde Klöckner in den Fraktionsvorstand der CDU/CSU-Bundestagsfraktion gewählt und zur Beauftragten für Verbraucherschutz der CDU/CSU-Bundestagsfraktion ernannt. Am 2. Juni 2006 wurde sie Mitglied im parlamentarischen Beirat für nachhaltige Entwicklung.
Am 14. Mai 2007 wurde sie stellvertretende Vorsitzende der CDU-Kommission „Bewahrung der Schöpfung: Klima-, Umwelt- und Verbraucherschutz“ – sie leitet dort die Unterkommission Verbraucherschutz. Am 23. Oktober 2007 wurde sie einstimmig zur stellvertretenden Vorsitzenden und damit zur Obfrau der Arbeitsgruppe Ernährung, Landwirtschaft und Verbraucherschutz der CDU/CSU-Bundestagsfraktion gewählt. Sie gehörte dieser Gruppe bis 2009 an.
Bei der Bundestagswahl 2009 wurde Klöckner als direkt gewählte Abgeordnete des Wahlkreises Kreuznach/Birkenfeld mit 47 % der Erststimmen bestätigt.
Klöckner war Vorstandsmitglied der Deutschen Parlamentarischen Gesellschaft. Im Frühjahr 2003 gründete sie das fraktionsübergreifende Parlamentarische Weinforum zwecks Bewusstseinsförderung des deutschen Weins im eigenen Land und gehörte dem Interfraktionellen Gesprächskreis „Hospiz“ an. Sie setzt sich seit 2015 für den Ausbau der Sterbebegleitung und Palliativmedizin ein.
Bei der Wahl des neunten Bundespräsidenten Horst Köhler, am 23. Mai 2009, twitterte Klöckner aus der offiziellen Zählkommission heraus – vorab, rund 15 Minuten vor der offiziellen Bekanntgabe des Wahlergebnisses – das Ergebnis der Abstimmung unter Bezug auf den letzten Spieltag der Fußball-Bundesligasaison: „Bundesversammlung Leute, Ihr könnt in Ruhe Fußball gucke. Wahlgang hat geklappt!“. Weitere Abgeordnete gaben das Ergebnis ebenfalls vorab über SMS und Twitter bekannt. Klöckner verzichtete danach auf das Amt als Schriftführerin im Deutschen Bundestag.
Nach der Konstituierung des Landtags Rheinland-Pfalz am 18. Mai 2011, für den sie den Landtagswahlkreis Bad Kreuznach direkt gewann, legte Klöckner am 27. Mai 2011 ihr Bundestagsmandat nieder.
Für die Bundestagswahl am 26. September 2021 wurde Klöckner von der Wahlkreisvertreterversammlung der Kreise Bad Kreuznach und Birkenfeld erneut als Bundestagskandidatin nominiert. Sie verlor das Direktmandat gegen Joe Weingarten (SPD), zog aber über die Landesliste der CDU Rheinland-Pfalz erneut in den Deutschen Bundestag ein.
Seit Dezember 2021 ist Julia Klöckner wirtschaftspolitische Sprecherin der CDU/CSU-Bundestagsfraktion.
Bei der vorgezogenen Bundestagswahl 2025 erhielt Klöckner in ihrem Wahlkreis 32,3 Prozent der Erststimmen mit 6 Prozentpunkten Vorsprung vor dem bisherigen direkt gewählten Joe Weingarten und zog in den 21. Deutschen Bundestag ein.

### Landespolitik in Rheinland-Pfalz
Am 17. November 2009 wurde Klöckner vom CDU-Landesvorsitzenden Christian Baldauf als Spitzenkandidatin für die Landtagswahl in Rheinland-Pfalz 2011 vorgeschlagen. Am 17. April 2010 wurde sie auf dem CDU-Landesparteitag in Bingen am Rhein mit 400 von 402 abgegebenen Stimmen (99,5 %) zur CDU-Spitzenkandidatin gewählt. Am 4. Dezember 2010 wurde sie auf dem Parteitag des CDU-Landesverbandes Rheinland-Pfalz in Ramstein-Miesenbach mit 99,6 Prozent der Stimmen auf Platz eins der Landesliste für die Landtagswahl 2011 gewählt. Am 19. September 2015 wurde Klöckner auf dem Landesparteitag in Frankenthal einstimmig als Spitzenkandidatin für die Landtagswahl in Rheinland-Pfalz 2016 nominiert.

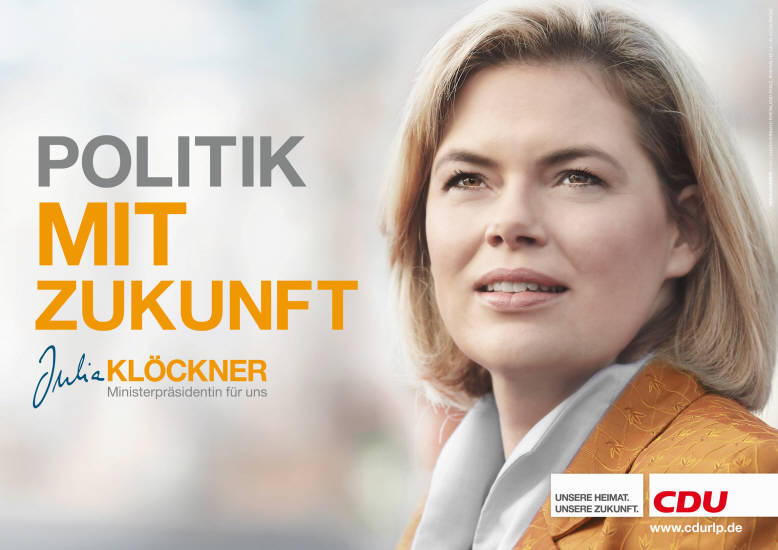
Julia Klöckner, Wahlplakat zur Landtagswahl in Rheinland-Pfalz 2011

Klöckner errang bei der Landtagswahl vom 27. März 2011 das Direktmandat im Wahlkreis Bad Kreuznach mit 44,4 Prozent der Stimmen. Nachdem die CDU 2006 mit 32,8 Prozent ihren niedrigsten Stimmenanteil auf Landesebene erzielt hatte, gewann sie 2011 2,4 Prozentpunkte hinzu, blieb aber 0,5 Prozentpunkte hinter der SPD des fast zwei Jahrzehnte amtierenden Ministerpräsidenten Kurt Beck, die 9,9 Prozentpunkte verlor, aber eine rot-grüne Regierung (Kabinett Beck V) bilden konnte. Nach der Landtagswahl wurde Klöckner am 30. März 2011 einstimmig zur CDU-Fraktionsvorsitzenden im Landtag Rheinland-Pfalz gewählt und hatte damit die Oppositionsführung inne, blieb dies bis zum 16. März 2018 und wurde dann Bundeslandwirtschaftsministerin.

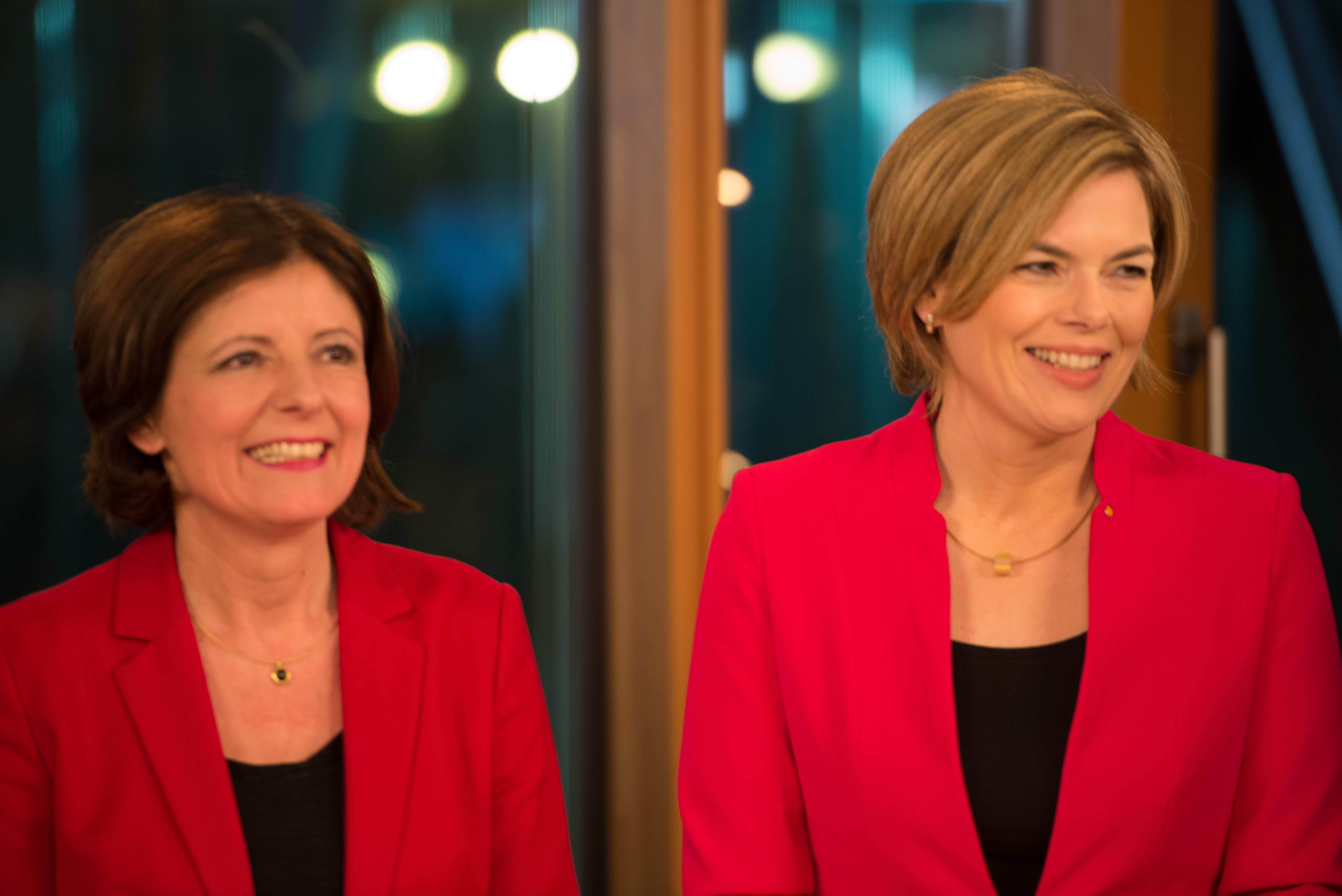
Malu Dreyer (l.) und Julia Klöckner (r.) beim Wahlabend der Landtagswahl Rheinland-Pfalz in Mainz am 13. März 2016.

Bei der Landtagswahl am 13. März 2016 trat Klöckner erneut als Spitzenkandidatin der CDU Rheinland-Pfalz an. Diesmal kandidierte sie gegen Ministerpräsidentin Malu Dreyer (SPD), die in der Mitte der Legislaturperiode die Nachfolge von Beck angetreten hatte. Bis zum Februar 2016 lag die CDU in Umfragen vor der SPD; in den letzten Wochen des primär von der Flüchtlingskrise geprägten Wahlkampfes entwickelte sich ein Kopf-an-Kopf-Rennen. Die CDU erhielt bei der Wahl 31,8 Prozent der abgegebenen Stimmen und die SPD 36,2 %.
Ihren eigenen Wahlkreis konnte Klöckner mit 42,6 Prozent der Erststimmen erneut direkt gewinnen. Sie wurde nach Konstituierung der neuen CDU-Landtagsfraktion wieder zur Fraktionsvorsitzenden gewählt und nahm in dem aus fünf Fraktionen bestehenden Landtag wieder die Oppositionsführung gegenüber der erst dritten Ampel-Koalition (aus SPD, FDP, Grüne) auf deutscher Landesebene wahr. Im Landtag Rheinland-Pfalz stellte Klöckner mit ihrer CDU-Fraktion einen Misstrauensantrag gegen Malu Dreyer, womit sie scheiterte. Bei der Abstimmung am 14. Juli 2016 stimmten 49 Abgeordnete für den Antrag und 52 dagegen. Durch die Ablehnung des Antrags blieb Malu Dreyer Ministerpräsidentin von Rheinland-Pfalz.
Mit ihrer Berufung zur Bundesministerin legte Klöckner ihr Mandat und damit auch die Oppositionsführung im Landtag zum 1. April 2018 nieder. Für sie rückte der Abgeordnete Helmut Martin nach. Für die Bundestagswahl am 26. September 2021 wurde Klöckner von der Wahlkreisvertreterversammlung der Kreise Bad Kreuznach und Birkenfeld erneut zu ihrer Bundestagskandidatin nominiert. Das Ziel, über das Direktmandat in den Bundestag zu kommen, verfehlte sie. Sie erreichte 29,1 Prozent der Erststimmen. Ihr Konkurrent von der SPD Joe Weingarten kam auf 33 Prozent der Stimmen. Über den ersten Platz der Landesliste zieht Klöckner trotzdem in den 20. Bundestag ein. Am 27. September 2021 gab sie bekannt, nicht mehr für den Vorsitz der CDU RLP antreten zu wollen.

### Parlamentarische Staatssekretärin im Bundesministerium für Ernährung, Landwirtschaft und Verbraucherschutz (2009–2011)
Am 29. Oktober 2009 wurde Klöckner zur Parlamentarischen Staatssekretärin im Bundesministerium für Ernährung, Landwirtschaft und Verbraucherschutz unter der damaligen Bundeslandwirtschaftsministerin Ilse Aigner ernannt. Am 15. Februar 2011 legte sie dieses Amt aufgrund des Wechsels nach Rheinland-Pfalz nieder.

### Mitglied des CDU-Präsidiums (2010–2025)
Am 15. November 2010 wurde Klöckner auf dem 23. CDU-Bundesparteitag in Karlsruhe mit der höchsten Zustimmung aller 40 Kandidaten (94,4 Prozent der Stimmen) Mitglied im CDU-Präsidium. Am 4. Dezember 2012 wurde sie zur stellvertretenden Bundesvorsitzenden der CDU gewählt und seitdem in dieser Funktion bestätigt, zuletzt im Januar 2021. Auf dem 34. CDU-Parteitag am 22. Januar 2022 wurde sie zur Bundesschatzmeisterin gewählt. Dieses Amt gab sie im März 2025 vor ihrer Wahl zur Bundestagspräsidentin auf.

### Bundesministerin für Ernährung und Landwirtschaft (2018–2021)
Am 25. Februar 2018 gab die CDU Klöckners Berufung zur Landwirtschaftsministerin bekannt. Am 14. März 2018 wurde Julia Klöckner von Bundespräsident Frank-Walter Steinmeier zur Bundesministerin für Ernährung und Landwirtschaft im Kabinett Merkel IV ernannt. Ab dem 26. Oktober 2021 blieb sie geschäftsführend im Amt, bis ihr Nachfolger Cem Özdemir (Bündnis 90/Die Grünen) sie am 8. Dezember 2021 ablöste.

### Bundestagspräsidentin (seit 2025)
Am 17. März 2025 gab Klöckners Fraktion CDU/CSU bekannt, sie für die neue Wahlperiode als Präsidentin des Deutschen Bundestages vorzuschlagen. Die Wahl fand während der konstituierenden Sitzung des 21. Deutschen Bundestages am 25. März statt. Klöckner wurde mit 61,9 Prozent Ja-Stimmen gewählt, dem schlechtesten Ergebnis im 21. Jahrhundert. Von 630 Mitgliedern gaben 622 ihre Stimme ab, davon waren 5 ungültig, 382 stimmten dafür, 204 dagegen und 31 enthielten sich. Als Nachfolgerin von Bärbel Bas ist sie die erste Frau, die einer Frau in diesem Amt folgt. Im Präsidium wird die Bundestagspräsidentin von den Abgeordneten Andrea Lindholz (CDU/CSU), Josephine Ortleb (SPD), Omid Nouripour (Bündnis 90/Die Grünen) und Bodo Ramelow (Die Linke) vertreten.
Bereits in den ersten Monaten ihrer Amtszeit wurde immer wieder Kritik laut, dass sie als Bundestagspräsidentin parteiisch agiere.

## Positionen und Kritik

### Wirtschaft
Klöckner befürwortete das geplante Transatlantische Freihandelsabkommen (TTIP) und die damit verbundenen Chancen für BASF SE im Zusammenhang mit dem US-Markt; dies machte sie deutlich im Dezember 2015 bei einem Treffen mit Spitzenrepräsentanten von BASF, dem größten Chemieunternehmen der Welt und größten Arbeitgeber in Rheinland-Pfalz.

### Gesellschaft und Religion
Der grundgesetzliche Schutzauftrag für das Leben erstreckt sich nach Julia Klöckners Rechtsauffassung des Art. 2 Abs. 2 GG auch auf das Ungeborene. Klöckner engagierte sich in ihrer Zeit als Bundestagsabgeordnete für den Embryonenschutz, ebenso bei der inzwischen geänderten Regelung der Spätabtreibung. Sie unterstützt zudem die Arbeit der Schwangerenkonfliktberatung donum vitae.
Klöckner lehnt die embryonale Stammzellforschung ab, unterstützt aber die adulte Stammzellforschung.
Darüber hinaus setzt sich Klöckner für die steuerliche Gleichstellung von eingetragenen homosexuellen Partnerschaften ein, sie ist jedoch gegen die Volladoption und die gleichgeschlechtliche Ehe.
Am 8. April 2025 erschien bei domradio.de ein Interview mit Klöckner, in dem sie äußerte, sie halte es nicht für sinnvoll, wenn Kirchen glaubten, sie seien eine weitere NGO, und sich zur Tagespolitik äußerten. Ihrer Meinung nach hätte Seelsorge während der Coronazeit präsenter sein können und es gebe Fragen bioethischer Natur, die Anfang und Ende des Lebens betreffen, bei denen sie sich mehr Standhaftigkeit der Kirche wünschte. Wenn es um das ungeborene Leben gehe oder das Leben, das den letzten Atemzug macht, also um die Fragen, was der Mensch darf oder was er nicht darf, seien das Punkte, zu denen die Kirche durchaus die Stimme erheben könne und auch sollte. Thomas Sigmund schrieb dazu in einem Kommentar beim Handelsblatt: „Die neue Bundestagspräsidentin spricht den Kirchen öffentlich eine Art Redeverbot aus. Die Forderung nach einer unpolitischen Kirche verkennt aber deren gesellschaftliche Aufgabe.“ Der Publizist Heribert Prantl sagte in einem Interview mit domradio.de, Klöckner irre, denn die Kirche sei eine NGO, und zwar eine sehr große. Sie verkenne die Aufgabe der Kirchen und die biblische Tradition. Das Evangelium, die Bergpredigt und die Propheten seien politisch. Solange die Kirche Parteipolitik gemacht und für die C-Parteien geworben habe, habe dies der Union gefallen. Man müsse Frau Klöckner entgegnen: „Die christlichen Kirchen sind nicht zu politisch, sondern die Politikerinnen und Politiker der Unionsparteien sind zu wenig christlich“. CDU-Mitglied Dennis Radtke bezeichnete es als „maximal irritierend“, die Kirchen „zurechtzuweisen“. Hingegen wies Burkhard Ewert in der NOZ darauf hin, dass Klöckner mit dem NGO-Ausspruch im Grunde nicht mehr getan habe, als wörtlich Papst Franziskus zu zitieren.

### Migration und Integration
Nachdem der Europäische Gerichtshof für Menschenrechte (EGMR) im Juli 2014 das in Frankreich bestehende gesetzliche Vollverschleierungsverbot in der Öffentlichkeit bestätigt hatte, forderte Klöckner in einem eigenen Artikel im politischen Magazin Cicero Ende September 2014 ein Verbot des Tragens von Burkas und der Vollverschleierung in der Öffentlichkeit auch für Deutschland.
Während der Flüchtlingskrise in Europa 2015 verlangte Klöckner im September 2015 für Flüchtlinge eine gesetzliche Pflicht zur Integration und die verbindliche Teilnahme an Sprachkursen sowie Gesetzes- und Verfassungstreue. In einer gemeinsamen Erklärung forderten Julia Klöckner und Guido Wolf im Februar 2016 tagesaktuelle Flüchtlingskontingente und Grenzzentren. Ohne Asylgrund oder Schutzstatus sollte niemand mehr nach Deutschland einreisen dürfen. In den Medien wurden diese Forderungen teilweise als Abgrenzung zur Flüchtlingspolitik von Angela Merkel gewertet. Bereits im Januar 2016 hatte Klöckner einen Plan „A2“ vorgelegt, der nationale Maßnahmen zur Begrenzung der Flüchtlingszahlen vorsah.

### Ernährung und Landwirtschaft
In einem Zeitungsinterview im Februar 2018 sprach sich Klöckner dafür aus, dass im ökologischen Landbau in bestimmten Situationen die Anwendung von Pestiziden zugelassen werden solle.
Nachdem sich Politik, Verbände und Schweinemäster darauf geeinigt hatten, die betäubungslose und deswegen extrem schmerzhafte Kastration in der Schweinemast zu beenden und fünf Jahre Vorlauf bis zum 1. Januar 2019 vereinbart hatten, um wirtschaftliche Methoden hierfür zu etablieren, verlängerte Klöckner diese Frist um zwei Jahre. Ihr Vorgehen führte zu Protesten von Tierschutz- und Verbraucherverbänden. Klöckners Ansatz, den Bauern selbst die Durchführung der Narkose nach einem Schnellkurs zu gestatten, wird von den Berufsverbänden der Tierärzte kritisiert. In Deutschland sind ca. 20 Millionen männliche Ferkel pro Jahr betroffen.
Klöckner setzte sich für eine „Freiwillige Selbstverpflichtung“ der Lebensmittelindustrie zur Reduzierung der Anteile von Zucker, Fetten und Salz in Fertiggerichten bis 2025 ein. Verbindliche Verpflichtungen für die Industrie oder eine Kennzeichnung von Produkten mit einer Lebensmittelampel lehnte sie dagegen ab. In diesem Zusammenhang veröffentlichte das Bundesministerium für Ernährung und Landwirtschaft im Juni 2019 ein Video, in dem Klöckner ausdrücklich den Nahrungsmittelkonzern Nestlé für die Reduzierung von Zucker-, Salz- und Fettgehalt seiner Lebensmittel würdigte. Politiker von SPD, Grünen sowie auch der CDU selbst warfen ihr daraufhin vor, kostenfrei Werbung für den umstrittenen Konzern gemacht zu haben. Die Verbraucherorganisation foodwatch kritisierte ihre Nähe zu dem Lebensmittelunternehmen. Laut dem Medienanwalt Christian Solmecke hätte Klöckner das Video als Werbung kennzeichnen müssen. So wie es veröffentlicht wurde, würde er von Schleichwerbung sprechen. Die Verbraucherzentrale Hamburg verglich daraufhin stichprobenartig 24 alte und neue Nestlé-Lebensmittel, von denen viele eine schlechtere Nährwerte-Bilanz aufwiesen, weshalb man die von Klöckner promoteten Aussagen des Nestlé-CEOs als Schönfärberei bezeichnete. Klöckner machte ihre Entscheidung schließlich von einer Befragung von 1600 Personen durch Marktforscher abhängig.
Nachdem sich dabei eine Mehrheit für die Einführung einer Art Lebensmittelampel ausgesprochen hatte, kündigte die Ministerin Ende September 2019 einen Verordnungsentwurf für ein Ampelsystem unter dem Namen Nutri-Score an. Zuvor hatte sich Klöckner kritisch gegenüber dem Bewertungssystem geäußert. Die Ergebnisse einer Studie zur Bewertung unterschiedlicher Systeme zur Nährwertkennzeichnung, die das staatliche Max Rubner-Institut (MRI) im Auftrag des Ministeriums erstellt hatte und die im Herbst 2018 vorlagen, wollte Klöckner zunächst nicht veröffentlichen. Im April 2019 stellte sie der Öffentlichkeit eine stark überarbeitete Version der Studie vor. Die NGO Foodwatch schreibt dazu: „Die ursprüngliche MRI-Studie stellte der Lebensmittelampel Nutri-Score ein gutes Zeugnis aus und bewertete ihn als ‚grundsätzlich vorteilhaft‘ für eine Nährwertkennzeichnung. Im Fazit der für das Ministerium überarbeiteten Version heißt es hingegen, dass ‚keines der NWK-Modelle uneingeschränkt empfohlen werden‘ könne. Kriterien, bei denen der Nutri-Score nach Ansicht des MRI besonders gut abschneidet, waren in der BMEL-Version zudem gestrichen worden.“ Foodwatch klagte gegen die Geheimhaltung der ursprünglichen Studie, daraufhin gab das Ministerium diese heraus. Im August 2022 entschied das Verwaltungsgericht Köln, dass sowohl die Zurückhaltung der Studie als auch der Eingriff in die Ergebnisse durch das Ministerium rechtswidrig waren.
Im Oktober 2020 wurde bekannt gegeben, dass der Nutri-Score ab dem Folgemonat November auf freiwilliger Basis in Deutschland eingeführt werde. Verbraucherschützer kritisierten diesen Beschluss stark. Lebensmittel von alpro, Wagner oder anderen Herstellern trügen den Nutri-Score bereits freiwillig auf ihren Produktverpackungen. Außerdem würden Unternehmen, die ungesunde Nahrungsmittel produzieren, diese auf freiwilliger Basis nicht oder nur äußerst selten kennzeichnen. Auch wird eine europaweit einheitliche Kennzeichnung gefordert. Von Bürgern wird neben der vorher erwähnten Freiwilligkeit der vermutete enorme Lobbyeinfluss und der fehlende Einsatz für Konsumschutz kritisiert.

### Umgang mit der AfD
Im Januar 2025 postete Klöckner auf Instagram: „Für das, was Ihr wollt, müsst Ihr nicht AfD wählen. Dafür gibt es eine demokratische Alternative: die CDU.“ Dies wurde als eine Gleichsetzung des CDU-Programms mit den rechtsextremen Inhalten der AfD verstanden. Später verschwand der Eintrag auf dem Instagram-Profil von Klöckner. Stattdessen erklärte sie in einem anderen Post, die Botschaft sei von ihren Kritikern „uminterpretiert“ worden, weshalb sie den Post verändert habe. Sie wolle nicht, dass „linke Gruppen“ auf ihrer Instagram-Kachel die Unterstellung verbreiten, sie sei für eine CDU-AfD-Koaltition. Zudem erklärte sie, AfD-Wähler seien nicht zwangsläufig Extremisten und sie könne nachvollziehen, wenn Personen die AfD wählen; Wähler wollten mit einer Stimme für die AfD ein Zeichen „zum Beispiel gegen grüne Gängelung beim Heizungsgesetz“ setzen. Misbah Khan von den rheinland-pfälzischen Grünen bezeichnete Klöckners Aussage, die CDU setze in vielen Bereichen das Gleiche wie die AfD um, als alarmierend. Marc Ruland (SPD Rheinland-Pfalz) bezeichnete diese Aussage als Fall der „Brandmauer gegen die AfD“, weil Klöckner dazu aufrufe, die CDU zu wählen, wenn man AfD-Inhalte wolle. Dieser Darstellung widersprach sein CDU-Amtskollege Johannes Steiniger, indem er von Unterstellungen sprach. Die CDU sei die einzige demokratische Partei, die um AfD-Wähler kämpfen würde. Auch die Türkische Gemeinde in Deutschland kritisierte Klöckners Posting als „peinlich und unwürdig“.

### Verhältnis zu Frank Gotthardt und Nius
Im August 2025 sorgte ein Auftritt Klöckners beim Sommerfest der CDU Koblenz für Kritik. Das Fest fand in Räumlichkeiten statt, die Frank Gotthardt gehören. Gotthardt ist Hauptgeldgeber des rechtspopulistischen Onlinemediums Nius. Unter anderem verglich Klöckner bei dem Auftritt Nius mit der linken Tageszeitung taz und behauptete, methodisch seien sich beide „nicht so sehr unähnlich“. Sie cancele „weder einen Finanzier der taz“ noch Frank Gotthardt. Die Gründung von Nius bezeichnete Klöckner, die Gotthardt seit vielen Jahren kennt, als „Reaktion auf allzu einseitige Medienberichterstattung“. Kritik an Nius tat sie als Kampagne gegen abweichende Meinungen ab.
Zuvor hatte Gotthardt in seiner Rede erklärt, bei der Bundestagswahl 2025 hätten Linke und Grüne „ihr Vorfeld, auch bekannt als die Zivilgesellschaft oder NGOs“ gegen die CDU auf die Straße gebracht, wobei „CDU-Geschäftsstellen […] gestürmt, besetzt und beschmiert“ worden seien. Diese Gewalt gegen die CDU sei eine „zutiefst antidemokratische Einschüchterung gewesen, finanziert mit Steuergeld“.
An Klöckners Rede gab es breite Kritik, auch aus der eigenen Partei. Aus den Reihen der Grünen und der SPD wurde kritisiert, Klöckner habe mit dem Auftritt ihre politische Neutralität als Bundestagspräsidentin verletzt. Ruprecht Polenz (CDU) kritisierte, der von Klöckner als „erfolgreiche[r] Mittelständler“ beschriebene Gotthardt finanziere „das Hetzportal Nius, das die AfD promotet und mit Kampagnen gegen die CDU zu Felde zieht“. Der Deutsche Journalisten-Verband nannte den Vergleich der taz mit Nius einen Übergriff durch die zweithöchste Person im Staat: Klöckner übergehe die Tatsache, dass sich die taz im Gegensatz zu nius an journalistische Qualitätsstandards halte. Sein Sprecher Mika Beuster empfahl Klöckner, „sich von populistischen Medien fernzuhalten“. Die taz gehöre aber nicht dazu. Die taz selbst wiederholte ihr Statement, das sie anlässlich eines früheren Vergleichs des damaligen FDP-Bundesvorsitzenden Christian Lindner im Sommer 2024 abgegeben hatte: „Wir möchten höflich darauf hinweisen, dass die ‚taz‘ – im Gegensatz zu ‚Nius‘ – ein journalistisches Medium ist, das nach presseethischen Grundsätzen arbeitet.“ Die Vorsitzende der Bundestagsfraktion der LINKEN, Heidi Reichinnek, attestierte Klöckner die Verharmlosung rechter Hetze und Desinformation in der Medienlandschaft und forderte sie zum Rücktritt auf. Auch die SPD-Fraktionsvize Wiebke Esdar tadelte Klöckners Äußerungen als Gefährdung für „das Vertrauen in unabhängige Medien“. Sie kritisierte weiter, dass Klöckner „die Unterschiede zwischen kritischem Journalismus und Meinungsmache“ verkenne.

### Sonstiges
2019 argumentierte Klöckner, es sei bedenklich, wenn man sich auf ein Thema wie die Klimakrise stürze, das gerade „en vogue“ sei, ohne einen „gedanklichen Überbau“ zu haben. Man sei immer nur zweiter Sieger, wenn man dem Trend hinterherlaufe. Ihre Ausführungen sorgten für Kritik: Der Kolumnist Christian Stöcker (Spiegel Online) schrieb hierzu: „Der Klimawandel ist so ‚en vogue‘ wie eine Krebsdiagnose. Oder wie ein Auto, in dem bei Tempo 180 plötzlich die Bremse nicht mehr richtig mitspielt: Keiner will ihn, aber wenn man ihn erst mal als Faktum akzeptiert hat, wird alles andere zweitrangig.“
Der Journalist Sebastian Leber beschrieb im Oktober 2023 im Tagesspiegel, dass Klöckner wiederholt wider besseres Wissen Unwahrheiten verbreitet und diese nicht korrigiert habe.

## Mitgliedschaften und ehrenamtliches Engagement

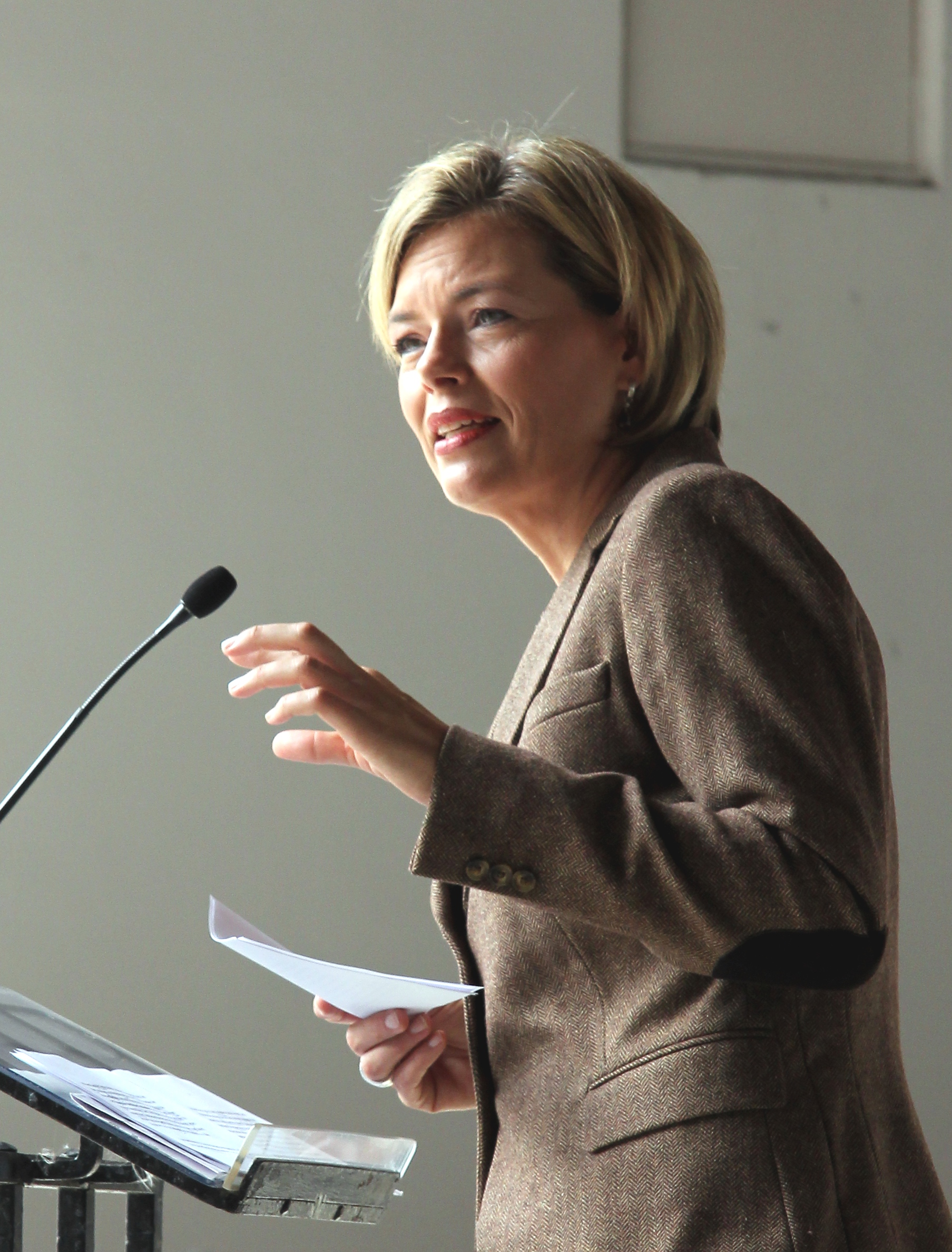
Julia Klöckner bei einem Vortrag im September 2014 in einer Veranstaltung des Kolpingwerks

Bis zum Beginn ihrer Tätigkeit als Landwirtschaftsministerin war Klöckner Mitglied im Beirat der Investitions- und Strukturbank Rheinland-Pfalz und Mitglied des Rundfunkrates SWR Südwestrundfunk, Stuttgart.
Klöckner ist Mitglied des Kuratoriums der Ossig-Stiftung zur Förderung der Kinderklinik Bad Kreuznach und des Kuratoriums der Europäischen Stiftung Kaiserdom zu Speyer. Im Bistum Mainz gehört sie den Kuratorien der Stiftung JugendRaum und der Stiftung Weltkirche an, und sie ist Kuratoriumsvorsitzende der Caritas-Stiftung „Mittelpunkt Mensch“ des Caritasverbands Rhein-Hunsrück-Nahe e. V. Beiratsmitglied bei Plan International Deutschland e. V., und Vorstandsmitglied der Konrad-Adenauer-Stiftung.
Zudem ist sie Schirmherrin des rheinland-pfälzischen Landesverbands der Deutschen Gesellschaft für Muskelkranke e. V., der Deutschen Multiple-Sklerose-Gesellschaft Bad Kreuznach, des Fördervereins der Christlichen Hospizbewegung Bad Kreuznach, ambulanter Dienst e. V., des Mehrgenerationenhauses Idar-Oberstein sowie der Stiftung Aktion Niere.
Darüber hinaus ist Klöckner Ehrenmitglied der Aktion Deutsche Sprache e. V., Botschafterin des Fördervereins „Lützelsoon“ zur Unterstützung krebskranker und notleidender Kinder und deren Familien e. V., sowie Initiatorin und Jury-Mitglied des Verbraucherjournalistenpreises, dessen Schirmherr bis zu seinem Tod der ehemalige Bundespräsident Roman Herzog gewesen ist. Zudem war sie Mitglied der Vollversammlung des Zentralkomitees der deutschen Katholiken, Jury-Mitglied des „Finanzforum Vordenken“, das den Vordenker-Preis vergibt, sowie des Deutschen Nachhaltigkeitspreises.
Im Juni 2018 wurde Klöckner vom Deutschen Brauer-Bund zur „Botschafterin des Bieres“ ernannt. Seit Oktober 2022 ist sie Mitglied im Kuratorium der Deutsch-Israelischen Wirtschaftsvereinigung DIW.

## Auszeichnungen
- 2019 wurde Klöckner mit dem Aachener Orden wider den tierischen Ernst ausgezeichnet.[155][156]
- 2025 Beklagte beim Stockacher Narrengericht.[157]

## Schriften
- mit Thomas Hartmann: Der Wein erfreue des Menschen Herz. Paulus-Verlag, Fribourg 1998, ISBN 3-7228-0446-9.
- mit Thomas Hartmann: Irdischer Wein – Himmlischer Genuss. Der Wein in der Bibel. Paulus-Verlag, Fribourg 2008, ISBN 978-3-7228-0748-5.
- mit Martin Rupps und Volker Resing: Zutrauen! Ideen statt Ideologien – Was mir in der Politik wichtig ist. Herder, Freiburg 2015, ISBN 978-3-451-31114-7.
- Nicht verhandelbar – Integration nur mit Frauenrechten. Gütersloher Verlagshaus, Gütersloh 2018, ISBN 978-3-579-08712-2.